# Doe Effe Normaal
Doe effe normaal is een project voor de groepen 7 en 8 van basisscholen in Nederland. 
Het project vindt zijn oorsprong in Amerika en is hier geïntroduceerd door Aad Tettero. Opdrachtgever voor de ontwikkeling van het schooladoptieplan is de politie Rotterdam-Rijnmond. De lesbrieven zijn samengesteld door onderwijsdeskundigen Wim Kostense en Hans Franx van de Stichting Onderwijs & Samenleving te Barendrecht met gebruikmaking van diverse politiemedewerkers en medewerkers van bureau HALT, Match, GGD, het Bouwmanhuis, het Trimbosinstituut, RADAR, ARiC, 3VO, NS, RET en Connexxion, het Centrum voor Alcohol en Drugs, Roteb, Kindertelefoon, schoolbegeleidingsdienst en de afdeling Projectgroep Veilig van de gemeente Rotterdam. De illustraties zijn van de hand van Xavier Troost. 
In samenspraak met de leerkrachten van Basisscholen wordt een keuze uit het lesmateriaal gemaakt waarna de lessen worden gegeven door de "Schooladoptieagenten". Het project houdt in, dat er in twee jaar 14 verschillende lessen kunnen worden gegeven over verschillende onderwerpen.
Elke lesbrief begint met een verhaal, waarin het thema wordt aangekaart. Daarna volgen korte hoofdstukjes met heldere informatie en tal van opdrachten.
Vervolgens maken de kinderen een eindtoets en is het tijd voor een klassikale discussieopdracht. Na de lessen kunnen de kinderen aan de slag met opdrachten als een enquête houden, krantenknipsels verzamelen of een schoonmaakactie organiseren.
Bij elke les behoort een handleiding. Hierin staan didactische aanwijzingen en tips om de les zo goed mogelijk te kunnen geven. Bovendien is er ruim aandacht voor didactische achtergrondinformatie.
Voorbeelden van lesonderwerpen zijn: vandalisme, discriminatie, verkeer, vuurwerk, geweld en dergelijke. In de politieregio Rotterdam-Rijnmond worden deze lessen verzorgd door buurtagenten.
De mascotte van het project is Robby, het herkenningsfiguurtje dat overal op terugkomt, op de lesbrief, het materiaal en op de dvd.
In het schooljaar 95/96 ging "doe effe normaal" van start in de regio Rotterdam-Rijnmond met 150 scholen.
In 1997 ontving het schooladoptieplan de Politie Innovatie Prijs.
In enkele jaren vond uitbreiding plaats naar meer dan 20 regio's met naar schatting 2400 scholen en 140.000 leerlingen.
Inmiddels hebben meer dan een miljoen kinderen "Doe effe Normaal"-les gehad.
In het politiejaar 98/99 werd het project vertaald voor adoptieagenten in Polen (Zyj Normalie), Slowakije (Správaj Sa Normálne) en België (Doe eens Normaal). Vanaf 2001 doet ook Estland mee. Ook andere Europese landen tonen belangstelling voor het project.
In de gemeente Vlaardingen wordt jaarlijks een einddag georganiseerd van dit project.
De organisatie ligt in handen van het Politie-wijkteam Holy.
Hier laten veel externe partners hun expertise zien.